# گروه اچ جام جهانی فوتبال ۲۰۱۰
بازی‌ها در گروه دوم جام جهانی فوتبال ۲۰۱۰ که از ۱۱ ژوئن تا ۲۲ ژوئن برگزار شد. در این گروه تیم‌های اسپانیا، شیلی، سوئیس و هندوراس حضور داشتند و در پایان مسابقات، تیم اسپانیا به عنوان نخست و تیم شیلی پس از آن به مرحله حذفی جام راه پیدا کردند و دو تیم سوئیس و هندوراس با کسب مقامهای سوم و چهارم از ادامه مسابقات جام جهانی باز ماندند.
| تیم     | بازی | برد | مساوی | باخت | گل.ز | گل.خ | ت.گل | امتیاز |
| ------- | ---- | --- | ----- | ---- | ---- | ---- | ---- | ------ |
| اسپانیا | ۳    | ۲   | ۰     | ۱    | ۴    | ۲    | ۲+   | ۶      |
| شیلی    | ۳    | ۲   | ۰     | ۱    | ۳    | ۲    | ۱+   | ۶      |
| سوئیس   | ۳    | ۱   | ۱     | ۱    | ۱    | ۱    | ۰    | ۴      |
| هندوراس | ۳    | ۰   | ۱     | ۲    | ۰    | ۳    | ۳−   | ۱      |

| هندوراس | ۱-۰ | شیلی |
| ------- | --- | ---- |
|         |     |      |

| اسپانیا | ۱-۰ | سوئیس |
| ------- | --- | ----- |
|         |     |       |

| شیلی | ۰-۱ | سوئیس |
| ---- | --- | ----- |
|      |     |       |

| اسپانیا | ۰-۲ | هندوراس |
| ------- | --- | ------- |
|         |     |         |

| شیلی | ۲-۱ | اسپانیا |
| ---- | --- | ------- |
|      |     |         |

| سوئیس | ۰-۰ | هندوراس |
| ----- | --- | ------- |
|       |     |         |